# 3,7 cm PaK 36
El 3,7 cm PaK 36 (Panzerabwehrkanone 36) fue un cañón antitanque ligero alemán de la Segunda Guerra Mundial, ampliamente utilizado en todos los frentes. Era el principal cañón antitanque de la Wehrmacht hasta el año 1942 cuando fue reemplazado por el PaK 38 de 5 cm, debido a su inefectividad frente a los nuevos tanques soviéticos, el KV-1 y el T-34.